# Anastasis (album)
Anastasis – ósmy studyjny album zespołu Dead Can Dance, wydany 13 sierpnia 2012 roku. Jest pierwszym albumem wydanym po tym jak Brendan Perry i Lisa Gerrard rozwiązali w 1998 swój zespół. Album ukazał się 16 lat po siódmym studyjnym albumie grupy, Spiritchaser.
Tytuł albumu oznacza w języku greckim „zmartwychwstanie” („ανάστασης”).

## Album

### Okoliczności powstania
Brendan Perry stwierdził, iż oboje z Lisą Gerrard rozmawiali o kolejnym albumie Dead Can Dance podczas światowej trasy zespołu w 2005 roku. Ponieważ długa trasa okazała się wyczerpująca, więc zabrakło motywacji i decyzję odłożono na później, aż uda się dobrać terminy, co nie było łatwe, od kiedy Perry zamieszkał w Irlandii (kraju swoich przodków) i gdzie Anastasis został nagrany, a Lisa Gerrard nadal mieszkała w południowej Australii. Ostatecznie do ich współpracy doszło dzięki wytwórni PIAS Recordings, która postanowiła wydać ich nowy album; muzycy byli wówczas już wolni od jakichkolwiek zobowiązań kontraktowych wobec ich poprzedniej wytwórni 4AD.

### Muzyka

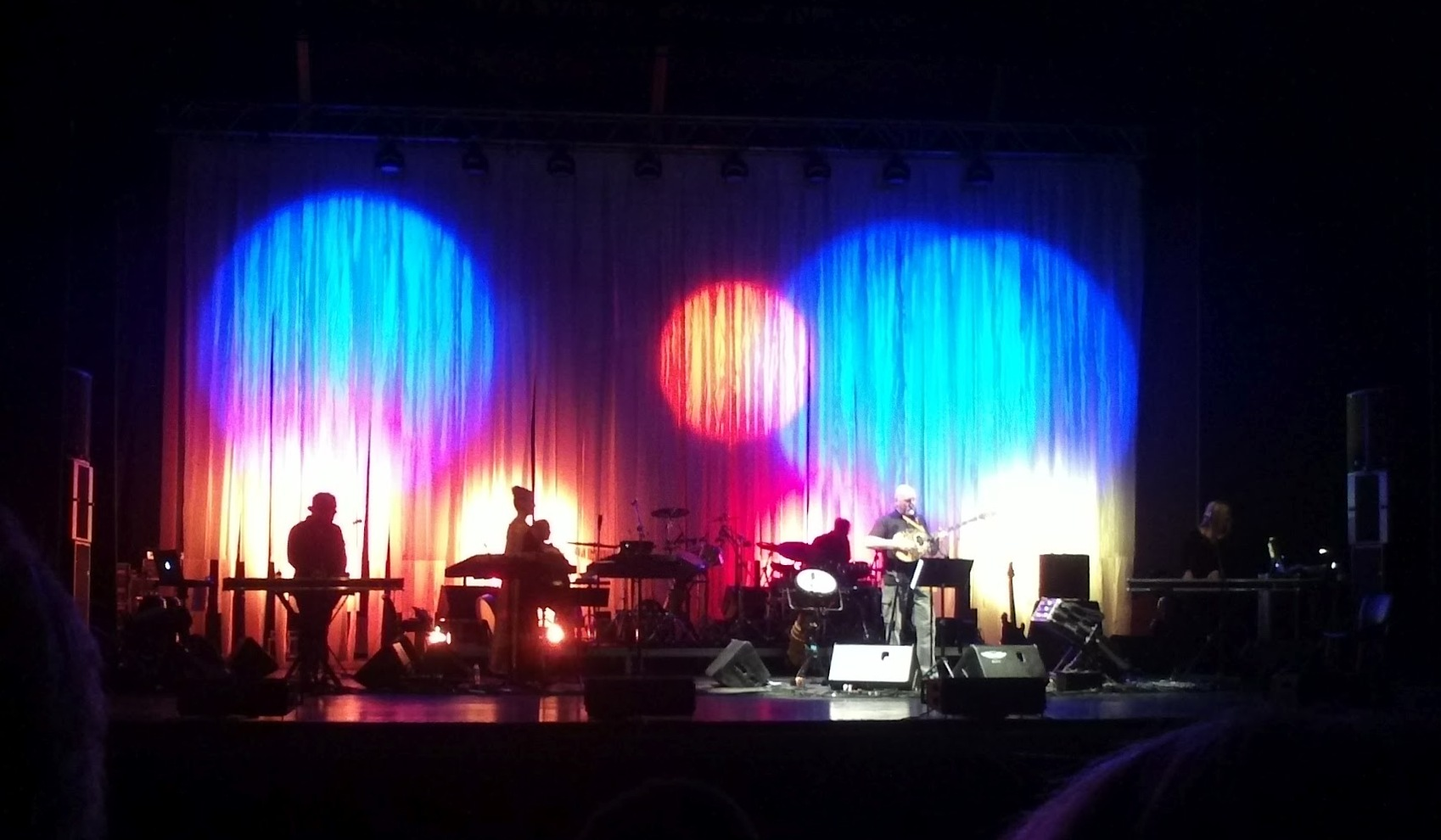
Dead Can Dance podczas światowej trasy promującej album Anastasis, 19 września 2012, Stambuł

Anastasis to pierwsze nagranie przez Dead Can Dance nowego materiału w studio od czasu wydanego w 1996 roku albumu Spiritchaser. Lisa Gerrard i Brendan Perry. Wychodząc z doświadczeń muzyki gotyckiej wnieśli do wytwórni 4AD zmysł muzyczny bliski klasycznej dyscyplinie (i aspiracjom). Łącząc najnowocześniejszą technikę produkcji z tradycją muzyczną różnych narodów stworzyli muzykę głęboko atmosferyczną, o bujnej teksturze, będącej spektakularną odmianą muzyki post-gotyckiej. Wyprodukowany przez zespół i wydany przez wytwórnię Pias album Anastasis zawiera osiem utworów, trwających niespełna godzinę. W muzyce albumu wyraźnie rozpoznawalne są elementy składowe twórczości Dead Can Dance. Muzyczne inspiracje albumu pochodzą ze wschodniej części Morza Śródziemnego (głównie z greckiej i tureckiej muzyki ludowej), a także z różnych krajów Afryki Północnej. Brendan Perry ze swym charakterystycznym głosem wyróżnia się w utworach „Children of the Sun” i "Opium”, Lisa Gerrard natomiast dochodzi do głosu w utworach „Agape” i „Kiko”, które wykonuje z użyciem tradycyjnego instrumentarium arabskiego jak: darbuka, oud i cymbały. 

### Okładka
Na okładce Anastasis widoczne jest pole słoneczników, dojrzałych, a następnie sczerniałych pod wpływem słońca, stojących ze smutnymi, nieznacznie ukoronowanymi głowami. Nie tyle martwe, co raczej uśpione, ich głowy i łodygi będą pewnego dnia pocięte, ale potem, dzięki korzeniom, odżyją. W tym przypadku greckie słowo „anastasis” („zmartwychwstanie”) oznacza, iż pozornie martwe zatańczą ponownie. „Pomyślałem, że Anastasis to dobry tytuł, nadany naszemu ponownemu spotkaniu.” wyjaśnił Brendan Perry dodając: „Anastasis oznacza również pomiędzy dwoma etapami”, a ”odrodzenie przyjdzie z następnym sezonem.”.

### Lista utworów
| 1. | „Children Of The Sun”    | 7:34  |
|    |                          |       |
| 2. | „Anabasis”               | 6:50  |
|    |                          |       |
| 3. | „Agape”                  | 6:53  |
|    |                          |       |
| 4. | „Amnesia”                | 6:36  |
|    |                          |       |
| 5. | „Kiko”                   | 8:03  |
|    |                          |       |
| 6. | „Opium”                  | 5:42  |
|    |                          |       |
| 7. | „Return Of The She-King” | 7:47  |
|    |                          |       |
| 8. | „All In Good Time”       | 6:34  |
|    |                          |       |
|    |                          | 55:59 |
|    |                          |       |

| 1. | „Children Of The Sun” | 7:34  |
|    |                       |       |
| 2. | „Anabasis”            | 6:50  |
|    |                       |       |
|    |                       | 14:24 |
|    |                       |       |

| 1. | „Agape”   | 6:53  |
|    |           |       |
| 2. | „Amnesia” | 6:36  |
|    |           |       |
|    |           | 13:29 |
|    |           |       |

| 1. | „Kiko”  | 8:03  |
|    |         |       |
| 2. | „Opium” | 5:42  |
|    |         |       |
|    |         | 13:45 |
|    |         |       |

| 1. | „Return of the She-King” | 7:47  |
|    |                          |       |
| 2. | „All in Good Time”       | 6:34  |
|    |                          |       |
|    |                          | 14:21 |
|    |                          |       |

#### Muzycy
Dead Can Dance (teksty, muzyka, wykonanie):
- Brendan Perry
- Lisa Gerrard[9]

#### Muzyk dodatkowy
- David Kuckhermann – daf (w utworze „Opium”)[9]

#### Produkcja
- Dead Can Dance – producent (miejsce produkcji: studio Quivvy Church)
- Aidan Foley – mastering (w Masterlabs)
- Zsolt Sigmond – fotografie[9]

## Odbiór

### Opinie krytyków
| Oceny łączne              | Oceny łączne |
| Publikacja                | Ocena        |
| ------------------------- | ------------ |
| Album of the Year         | 65/100       |
| AnyDecentMusic?           | 6.4/10       |
| Metacritic                | 69/100       |
| Recenzje                  |              |
| Publikacja                | Ocena        |
| AllMusic                  | [ 7 ]        |
| The Arts Desk             | [ 13 ]       |
| The A.V. Club             | B+           |
| Chicago Tribune           | [ 15 ]       |
| Consequence of Sound      | C-           |
| The Guardian              | [ 17 ]       |
| The Independent           | [ 18 ]       |
| laut.de                   | [ 19 ]       |
| The Line of Best Fit      | 7/10         |
| musicOMH                  | [ 21 ]       |
| Paste                     | 5.4/10       |
| Pitchfork                 | 8/10         |
| PopMatters                | 7/10         |
| Prog Archives             | 3.84/5.0     |
| RYM                       | 3.64/5       |
| Record Collector          | [ 27 ]       |
| Sputnikmusic              | 4.0/5        |
| The Sydney Morning Herald | [ 28 ]       |

Album spotkał się generalnie z pozytywnym przyjęciem u 16 krytyków.
Według Thoma Jurka z AllMusic „od strony muzycznej jest to bardziej wycieczka po historii zespołu, niż próba stworzenia czegoś nowego, co jest zaskakujące, biorąc pod uwagę ogromne doświadczenie Lisy Gerrard w nagrywaniu ścieżek dźwiękowych czy solowe albumy Brendana Perry’ego, ich współpracę z innymi artystami czy dzieła filmowe. (...) Najpiękniejszym fragmentem albumu jest utwór 'Return of the She-King', w którym burdony i wielokrotnie nakładany głos Lisy Gerrard harmonizują ze smyczkami, głębokim brzmieniem tom-tomów, eterycznym brzmieniem gitar, oudów i innych instrumentów. Pod koniec utworu włącza się Brendan Perry, po czym ich kontrastujące głosy splatają się przy akompaniamencie neoklasycznych smyczków”.
„Anastasis, pierwszy od 16 lat studyjny album australijskiego duetu Dead Can Dance, wykorzystuje ponury, multi-kulti dźwiękowy perfekcjonizm, jakiego można się spodziewać po tych cenionych weteranach (śpiewających multiinstrumentalistach Brendanie Perrym i Lisie Gerrard), z mnóstwem połyskujących dud i chińskich cymbałów, operowych śpiewów i złowieszczych syntezatorów” – ocenia Ryan Reed z Paste.
Anastasis jest „erudycyjny, złowieszczy w swojej introspekcji, a zespół, którego katalog jest rodzajem muzycznego tournée po świecie, pływa po morzu Egejskim” – uważa Maddy Costa z The Guardian. 
„Pomimo długiej przerwy, Anastasis jest logicznym postępem w stosunku do albumów zespołu z połowy lat 90., jak również solowych prac Brendana i Gerrard” - zauważa Ned Raggett z magazynu Pitchfork dodając: „Nie ma tu nic tak zdumiewająco melodramatycznego czy proklamacyjnego jak stare klasyki, takie jak 'Anywhere Out of the World' czy 'Host of Seraphim', gdzie wokalne popisy Perry’ego i Gerrard idą w parze z poczuciem ogromnych przestrzeni, napięciem i nabożną czcią. Ale Anastasis często się do tego zbliża, zwłaszcza w kończących album 'Return of the She-King' i 'All in Good Time'. Zapierająca dech w piersiach rozpiętość wokalna Gerrard pozostaje silna, podczas gdy głębszy, kontemplacyjny głos Perry’ego odczuwa się w mniejszym stopniu jako śpiew z irlandzkim akcentem, a bardziej jako spokojną inwokację starożytnej mądrości”.
Zdaniem Jake’a Cohena z Consequence of Sound „Silne związki albumu z muzyką Bliskiego Wschodu i Afryki Północnej błyszczą w falach modalnych melodii cymbałów, tworzących tło 'Anabasis', na których Gerrard wyśpiewuje bezsensowne sylaby z quasi-arabskimi ornamentami. Album nie jest szalenie nowy, co może ucieszyć lub ewentualnie zniechęcić oddanych fanów Dead Can Dance. W 'Opium', nad marokańskim rytmem z rezonującym dźwiękiem innego świata hang, Perry śpiewa: 'Czasami czuję, że chcę żyć za tymi wszystkimi wspomnieniami i przejść przez te drzwi'. Dead Can Dance wydają się szczęśliwi żyjąc we wspomnieniach; w końcu Anastasis to po grecku zmartwychwstanie. podczas gdy album udoskonala znajome dźwięki z okresu ich świetności z lat 80. i 90., które jeszcze nie całkiem porzucili przechodząc przez drzwi do nowego świata”.
Do zmartwychwstania oraz symboliki słoneczników nawiązuje również Matthew Haddrill z The Line of Best Fit: „Okładka płyty przedstawia pole słoneczników zwiędłych i poczerniałych od słońca. Pozornie martwe, po zebraniu ich korzenie zapewniają, że powstaną ponownie i dojrzeją. Tańczyły już wcześniej, a teraz Dead Can Dance tańczą ponownie”.
Bernard Zuel z dziennika The Sydney Morning Herald jest zdania, iż „Anastasis (zmartwychwstanie) jest w dużej mierze kontynuacją stylu Dead Can Dance, a przynajmniej Gerrard i Perry’ego, ponieważ istnieje pewna różnica w podejściu, choć teraz jest ona przypuszczalnie mniej wyraźna”.
Alexander Cordas z magazynu laut.de oceniając album stwierdził: Jeśli chodzi o tworzenie niesamowicie pięknego dźwiękowego patosu połączonego z nieprzeniknioną melancholią, Dead Can Dance wciąż przodują w 2012 roku. Ich magia nie straciła nic ze swojego blasku przez te wszystkie lata.
W ocenie Mica Wrighta z musicOMH „Anastasis to z pewnością płyta, która dobrze wpisuje się w dorobek Dead Can Dance, ale słucha się jej ciężko. Nie dlatego, że jest w którymkolwiek momencie dźwiękowo chropowata, ale bardziej dlatego, że pomimo momentów piękna, jest trochę monotonna. (...) Głosy i gra są wspaniałe, ale płyta zbyt często potyka się o pretensjonalność.
„Tytuł utworu zamykającego Anastasis wydaje się szczególnie trafnym sposobem na opisanie dźwiękowych eksploracji Dead Can Dance: 'All in Good Time' (wszystko w dobrym czasie)” – podsumowuje Arnold Pan z PopMatters.
Zdaniem Annie Zaleski The A.V. Club „z produkcyjnego punktu widzenia Anastasis jest niezaprzeczalnie wspaniały; jego ozdobne detale są wyraźne, zniuansowane i otulające. I podobnie jak w przypadku poprzednich albumów Dead Can Dance, podstawowe punkty odniesienia Anastasis są inteligentne i nieoczekiwane”.

### Listy tygodniowe
| Kraj            | Lista                      | Pozycja |
| --------------- | -------------------------- | ------- |
| Austria         | Ö3 Austria Top 40          | 24      |
| Belgia          | Ultratop (Flandria)        | 11      |
| Belgia          | Ultratop (Walonia)         | 5       |
| Francja         | SNEP                       | 13      |
| Hiszpania       | PROMUSICAE                 | 85      |
| Niemcy          | Offizielle Deutsche Charts | 7       |
| Szwajcaria      | Schweizer Hitparade        | 15      |
| Wielka Brytania | UK Albums Chart            | 68      |
| Włochy          | FIMI                       | 13      |

### Sprzedaż
Do marca 2013 roku album rozszedł się na całym świecie w liczbie 150 000 egzemplarzy. W Polsce osiągnął status złotej płyty